# Borghild Løvset
Borghild Løvset, née le 3 décembre 1980 en Norvège, est une coureuse cycliste norvégienne, spécialiste du cross-country marathon. Elle est également triathlète dans une pratique dérivée, le triathlon d'hiver, où elle remporte le championnat d'Europe en 2011, 2012 et 2014 ainsi que les championnats du monde en 2011 et en 2014.

## Palmarès en VTT
- 2011
  -  Championne de Norvège de cross-country marathon
- 2012
  -  Championne de Norvège de cross-country marathon
  - 9e des championnats d'Europe de cross-country marathon
- 2013
  - Birkebeinerrittet
- 2014
  -  Championne de Norvège de cross-country marathon
  - Birkebeinerrittet
  - 3e des championnats d'Europe de cross-country marathon
- 2018
  -  Championne de Norvège de cross-country marathon

## Palmarès en triathlon
Le tableau présente les résultats les plus significatifs (podium) obtenus sur le circuit international de triathlon d'hiver depuis 2011.
| Année | Compétition                                         | Pays     | Position           | Temps           |
| ----- | --------------------------------------------------- | -------- | ------------------ | --------------- |
| 2014  | Championnats du monde de triathlon d'hiver          | Italie   | Médaille d'or      | 1 h 14 min 8 s  |
| 2014  | Championnats d'Europe de triathlon d'hiver          | Italie   | Médaille d'or      | 1 h 14 min 8 s  |
| 2013  | Championnats d'Europe de triathlon d'hiver          | Estonie  | Médaille d'or      | 1 h 40 min 34 s |
| 2012  | Championnats du monde de triathlon d'hiver          | Finlande | Médaille de bronze | 1 h 32 min 3 s  |
| 2012  | Championnats d'Europe de triathlon d'hiver          | Italie   | Médaille d'argent  | 1 h 41 min 32 s |
| 2012  | Coupe d'Europe triathlon d'hiver - l'étape de Lygna | Norvège  | Médaille d'or      | 1 h 37 min 7 s  |
| 2011  | Championnats du monde de triathlon d'hiver          | Finlande | Médaille d'or      | 1 h 22 min 2 s  |
| 2011  | Championnats d'Europe de triathlon d'hiver          | Suède    | Médaille d'or      | 1 h 23 min 50 s |
| 2011  | Coupe d'Europe triathlon d'hiver - l'étape de Lahte | Estonie  | Médaille d'or      | 1 h 29 min 56 s |